# سمولينجالاند
سمولينجالاند Smallingerland  بلدية تقع في الشمال الهولندي.

## طوبوغرافيا
خريطة طوبوغرافية هولندية لبلدية سمولينجالاند، يونيو 2015، (تقرأ بعد ثلاث نقرات على الخريطة).

## توأمة
لسمولينجالاند اتفاقيات توأمة مع:
- كريات أونو